# Galatasaray Istanbul/Saison 2004/05

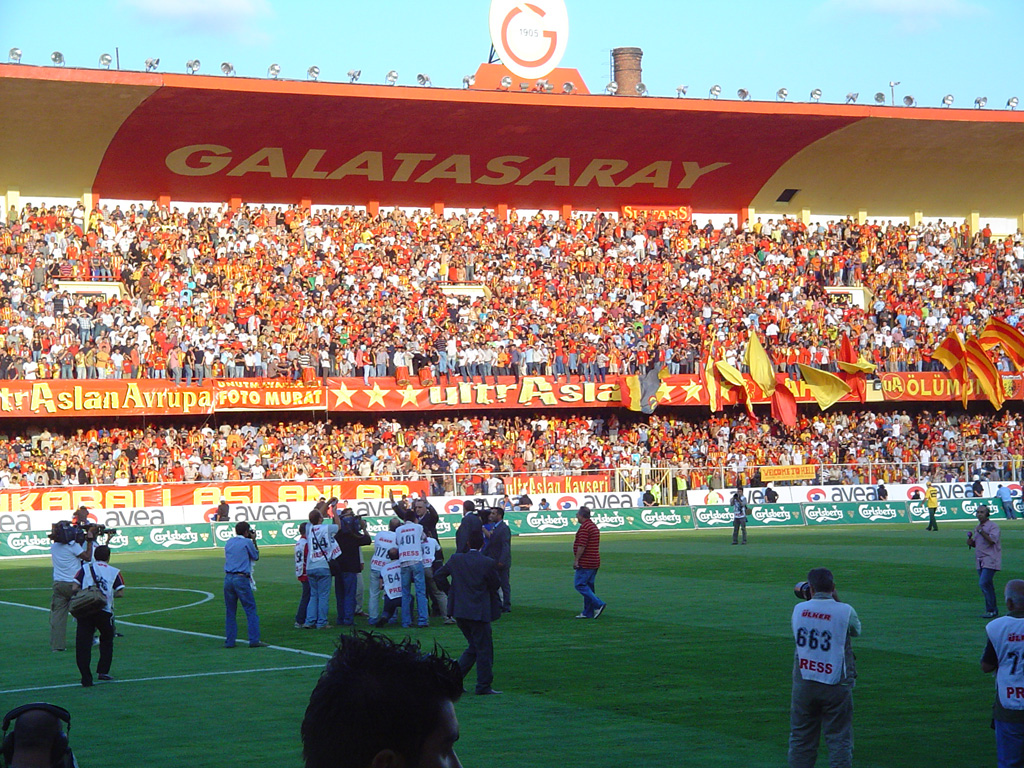
Die Gegentribüne des Ali Sami Yen Stadyumu vor der Partie zwischen Galatasaray Istanbul und Konyaspor (8. August 2004).

Die Saison 2004/05 von Galatasaray Istanbul war die 97. Saison in der Vereinsgeschichte und die 47. Saison in der türkischen Liga, der Süper Lig. Der Klub beendete die Saison auf dem 3. Platz. Die Türkiye Kupası gewann Galatasaray Istanbul zum 14 Mal.

## Personalien

### Kader
| Nr.        | Nat.               | Name             | Geburtsdatum  | im Verein seit | vorheriger Verein           |
| Torhüter   | Torhüter           | Torhüter         | Torhüter      | Torhüter       | Torhüter                    |
| ---------- | ------------------ | ---------------- | ------------- | -------------- | --------------------------- |
| 01         | Kolumbien Libanon  | Faryd Mondragón  | 21. Juni 1971 | 2001           | FC Metz                     |
| 12         | Turkei Deutschland | Aykut Erçetin    | 14. Sep. 1982 | 2002           | eigene Jugend               |
| 17         | Turkei             | Fevzi Elmas      | 9. Juni 1983  | 2005           | Dardanelspor                |
| Abwehr     |                    |                  |               |                |                             |
| 02         | Kroatien           | Stjepan Tomas    | 6. März 1976  | 2004           | Calcio Como                 |
| 03         | Turkei             | Bülent Korkmaz   | 24. Nov. 1968 | 1987           | eigene Jugend               |
| 04         | Kamerun Frankreich | Rigobert Song    | 1. Juli 1976  | 2004           | RC Lens                     |
| 05         | Turkei             | Orhan Ak         | 29. Sep. 1979 | 2003           | Kocaelispor                 |
| 33         | Turkei             | Uğur Uçar        | 5. Apr. 1987  | 2004           | eigene Jugend               |
| 55         | Turkei             | Sabri Sarıoğlu   | 26. Juli 1984 | 2001           | eigene Jugend               |
| 57         | Turkei             | Hakan Ünsal      | 14. Mai 1973  | 2002           | Blackburn Rovers            |
| 67         | Turkei             | Ergün Penbe      | 17. Mai 1972  | 1993           | Gençlerbirliği Ankara       |
| Mittelfeld |                    |                  |               |                |                             |
| 08         | Brasilien Spanien  | Flávio Conceição | 12. Juni 1974 | 2002           | Real Madrid                 |
| 11         | Turkei             | Hasan Şaş        | 1. Aug. 1976  | 1998           | MKE Ankaragücü              |
| 15         | Turkei             | Cafercan Aksu    | 15. Jan. 1987 | 2003           | eigene Jugend               |
| 16         | Schweiz Turkei     | Hakan Yakin      | 22. Feb. 1977 | 2005           | VfB Stuttgart               |
| 18         | Turkei             | Ayhan Akman      | 23. Feb. 1977 | 2001           | Beşiktaş Istanbul           |
| 19         | Turkei             | Cihan Haspolatlı | 4. Jan. 1980  | 2002           | Kocaelispor                 |
| 20         | Turkei Deutschland | Volkan Arslan    | 29. Aug. 1978 | 2003           | Kocaelispor                 |
| 33         | Turkei             | Zafer Şakar      | 25. Sep. 1985 | 2002           | Beylerbeyi SK               |
| 29         | Turkei             | Mülayim Erdem    | 23. Feb. 1977 | 2003           | eigene Jugend               |
| Angriff    |                    |                  |               |                |                             |
| 06         | Turkei             | Arif Erdem       | 2. Jan. 1972  | 2000           | Real Sociedad San Sebastián |
| 09         | Turkei             | Hakan Şükür      | 1. Sep. 1971  | 2003           | Blackburn Rovers            |
| 22         | Turkei             | Arda Turan       | 30. Jan. 1987 | 2004           | eigene Jugend               |
| 25         | Turkei             | Necati Ateş      | 3. Jan. 1980  | 2005           | eigene Jugend               |
| 28         | Frankreich         | Franck Ribéry    | 7. Apr. 1983  | 2005           | FC Metz                     |
| 58         | Turkei             | Hasan Kabze      | 26. Mai 1982  | 2005           | Dardanelspor                |

#### Transfers
| Zugänge | Abgänge |
| --- | --- |
| Sommer 2004 - Flávio Conceição (Real Madrid) - Alioum Saidou (İstanbulspor) - Rigobert Song (RC Lens) - Stjepan Tomas (Calcio Como) - Arda Turan (eigene Jugend) - İbrahim Yavuz (Adanaspor) Winter 2004/05 - Fevzi Elmas (Dardanelspor) - Hasan Kabze (Dardanelspor) - Franck Ribéry (FC Metz) - Hakan Yakin (VfB Stuttgart) a. | Sommer 2004 - Florin Bratu (FC Nantes) - Murat Erdoğan (Malatyaspor) - Ömer Erdoğan (Malatyaspor) - Berkant Göktan (Beşiktaş Istanbul) - João Batista (Schachtar Donezk) - Ali Lukunku (KAA Gent) - César Luís Prates (Figueirense FC) - Emrah Umut (Karşıyaka SK) Winter 2004/05 - Elvir Baljić (Konyaspor) - Ümit Karan (Ankaraspor) a. - Ovidiu Petre (ACS Poli Timișoara) - Alioum Saidou (Malatyaspor) a. - Suat Usta (Konyaspor) a. - İbrahim Yavuz (Kayserispor) |

## Spielkleidung
| Heim | Auswärts | Ausweich | 100 Jahre-Trikot |

- Ausrüster: Umbro / Adidas
- Trikotsponsor: Avea

## Saison
Alle Ergebnisse aus Sicht von Galatasaray Istanbul.
Die Tabelle listet alle Süper-Lig-Spiele des Vereins der Saison 2004/05 auf. Siege sind grün, Unentschieden gelb und Niederlagen rot markiert.

### Süper Lig
| ST | Datum              | Gegner                | Ort                              | Ergebnis  | Tor(e) für Galatasaray Istanbul                                                         | Karte(n) für Galatasaray Istanbul                     |
| -- | ------------------ | --------------------- | -------------------------------- | --------- | --------------------------------------------------------------------------------------- | ----------------------------------------------------- |
| 01 | 8. August 2004     | Konyaspor             | Ali Sami Yen Stadyumu, Istanbul  | 3:1 (2:1) | 1:0 Şükür (25.), 2:0 Şükür (32. Foulelfmeter), 3:1 Şükür (66.)                          | Baljić (27.), Conceição (49.), Şaş (77.)              |
| 02 | 13. August 2004    | Gaziantepspor         | Kamil Ocak Stadı, Gaziantep      | 0:1 (0:0) | keine                                                                                   | Şaş (45.), Haspolatlı (72.)                           |
| 03 | 22. August 2004    | Çaykur Rizespor       | Ali Sami Yen Stadyumu, Istanbul  | 2:1 (2:1) | 1:0 Ateş (7.), 2:1 Ateş (44.)                                                           | Haspolatlı (52.), Tomas (54.)                         |
| 04 | 28. August 2004    | Sakaryaspor           | Atatürk Stadı, Sakarya           | 2:1 (1:1) | 1:1 Şaş (16.), 2:1 Şükür (80.)                                                          | Conceição (24.), Ünsal (81.)                          |
| 05 | 12. September 2004 | Samsunspor            | Ali Sami Yen Stadyumu, Istanbul  | 3:1 (0:0) | 1:1 Ateş (49.), 2:1 Ateş (59.), 3:1 Şükür (90.)                                         | keine                                                 |
| 06 | 19. September 2004 | Beşiktaş Istanbul     | İnönü Stadı, Istanbul            | 0:0       | keine                                                                                   | Şaş (45.), Ünsal (63.), Tomas (80.)                   |
| 07 | 26. September 2004 | İstanbulspor          | Ali Sami Yen Stadyumu, Istanbul  | 4:1 (1:0) | 1:0 Şaş (12.), 2:0 Erdem (70.), 3:0 Şükür (73.), 4:0 Ateş (78.)                         | Saidou (58.)                                          |
| 08 | 1. Oktober 2004    | BB Ankaraspor         | 19 Mayıs Stadı, Ankara           | 2:0 (1:0) | 1:0 Ateş (27.), 2:0 Karan (89.)                                                         | Arslan (88.)                                          |
| 09 | 17. Oktober 2004   | Kayserispor           | Ali Sami Yen Stadyumu, Istanbul  | 5:1 (2:0) | 1:0 Ateş (6.), 2:0 Ateş (32.), 3:0 Şaş (51.), 4:0 Akıcı (68. Eigentor), 5:0 Penbe (72.) | Saidou (14.), Karan (74.), Baljić (89.)               |
| 10 | 23. Oktober 2004   | Trabzonspor           | Hüseyin Avni Aker Stadı, Trabzon | 1:0 (0:0) | 1:0 Baljić (70.)                                                                        | Ünsal (9.), Penbe (45.), Haspolatlı (54.), Ateş (57.) |
| 11 | 31. Oktober 2004   | Akçaabat Sebatspor    | Ali Sami Yen Stadyumu, Istanbul  | 2:0 (0:0) | 1:0 Karan (74.), 2:0 Ak (90.+4')                                                        | Ateş (79.), Şaş (82.), Mondragón (89.)                |
| 12 | 5. November 2004   | Diyarbakırspor        | Atatürk Stadı, Diyarbakır        | 0:2 (0:1) | keine                                                                                   | Karan (89.)                                           |
| 13 | 20. November 2004  | Malatyaspor           | Ali Sami Yen Stadyumu, Istanbul  | 1:1 (0:1) | 1:1 Arslan (65.)                                                                        | Sarıoğlu (66.)                                        |
| 14 | 26. November 2004  | MKE Ankaragücü        | 19 Mayıs Stadı, Ankara           | 1:0 (0:0) | 1:0 Şükür (15.)                                                                         | Ak (68.), Sarıoğlu (70.), Conceição (84.)             |
| 15 | 4. Dezember 2004   | Gençlerbirliği Ankara | 19 Mayıs Stadı, Ankara           | 3:1 (1:0) | 1:0 Ak (28.), 2:0 Şükür (53.), 3:0 Ateş (55.)                                           | Ak (28.), Akman (44.), Korkmaz (87.)                  |
| 16 | 12. Dezember 2004  | Fenerbahçe Istanbul   | Ali Sami Yen Stadyumu, Istanbul  | 1:0 (0:0) | 1:0 Ateş (55.)                                                                          | Ak (44.), Mondragón (87.), Akman (88.)                |
| 17 | 17. Dezember 2004  | Denizlispor           | Atatürk Stadı, Denizli           | 0:0       | keine                                                                                   | keine                                                 |
| 18 | 28. Januar 2005    | Konyaspor             | Atatürk Stadyumu, Konya          | 2:0 (2:0) | 1:0 Şükür (18.), 2:0 Ateş (30.)                                                         | Akman (32.), Ünsal (57.), Penbe (74.)                 |
| 19 | 4. Februar 2005    | Gaziantepspor         | Ali Sami Yen Stadyumu, Istanbul  | 5:1 (4:0) | 1:0 Ateş (4.), 2:0 Song (29.), 3:0 Conceição (39.), 4:0 Akman (42.), 5:1 Kabze (84.)    | Penbe (52.), Şükür (70.), Tomas (87.)                 |
| 20 | 12. Februar 2005   | Çaykur Rizespor       | Atatürk Stadı, Rize              | 3:0 (0:0) | 1:0 Baki (51. Eigentor), 2:0 Şükür (82.), 3:0 Şükür (86.)                               | Haspolatlı (22.), Ak (26.)                            |
| 21 | 19. Februar 2005   | Sakaryaspor           | Ali Sami Yen Stadyumu, Istanbul  | 1:0 (1:0) | 1:0 Şükür (27. Foulelfmeter)                                                            | Akman (40.), Penbe (63.)                              |
| 22 | 26. Februar 2005   | Samsunspor            | 19 Mayıs Stadı, Samsun           | 1:2 (0:0) | 1:2 Şükür (80. Foulelfmeter)                                                            | Arslan (54.)                                          |
| 23 | 5. März 2005       | Beşiktaş Istanbul     | Ali Sami Yen Stadyumu, Istanbul  | 1:0 (0:0) | 1:0 Şükür (54.)                                                                         | Ateş (50.), Ak (71.), Ateş (64.)                      |
| 24 | 12. März 2005      | İstanbulspor          | Atatürk-Olympiastadion, Istanbul | 3:0 (2:0) | 1:0 Kabze (7.), 2:0 Kabze (45.), 3:0 Kabze (62.)                                        | keine                                                 |
| 25 | 20. März 2005      | BB Ankaraspor         | Ali Sami Yen Stadyumu, Istanbul  | 4:2 (2:2) | 1:0 Şükür (4.), 2:0 Ateş (26.), 3:2 Şükür (46.), 4:2 Şaş (62.)                          | Akman (30.), Şaş (63.)                                |
| 26 | 3. April 2005      | Kayserispor           | Atatürk Stadı, Kayseri           | 2:2 (0:0) | 1:1 Şükür (81.), 2:1 Kabze (84.)                                                        | Haspolatlı (36.), Ak (44.)                            |
| 27 | 10. April 2005     | Trabzonspor           | Ali Sami Yen Stadyumu, Istanbul  | 0:2 (0:1) | keine                                                                                   | Song (14.), Akman (63.), Şükür (85.)                  |
| 28 | 16. April 2005     | Akçaabat Sebatspor    | Fatih Stadion, Akçaabat          | 3:1 (1:1) | 1:1 Sarıoğlu (43.), 2:1 Ak (70.), 3:1 Kabze (72.)                                       | Song (19.), Şaş (89.)                                 |
| 29 | 24. April 2005     | Diyarbakırspor        | Ali Sami Yen Stadyumu, Istanbul  | 1:0 (1:0) | 1:0 Ateş (44.)                                                                          | Akman (54.), Akman (90.)                              |
| 30 | 1. Mai 2005        | Malatyaspor           | İnönü Stadı, Malatya             | 1:0 (0:0) | 1:0 Şükür (49.)                                                                         | Ak (44.)                                              |
| 31 | 7. Mai 2005        | MKE Ankaragücü        | Ali Sami Yen Stadyumu, Istanbul  | 2:1 (2:0) | 1:0 Conceição (22.), 2:0 Haspolatlı (44.)                                               | Song (47.)                                            |
| 32 | 15. Mai 2005       | Gençlerbirliği Ankara | Ali Sami Yen Stadyumu, Istanbul  | 1:2 (1:2) | 1:0 Haspolatlı (4.)                                                                     | keine                                                 |
| 33 | 22. Mai 2005       | Fenerbahçe Istanbul   | Şükrü Saracoğlu Stadı, Istanbul  | 0:1 (0:1) | keine                                                                                   | Ak (26.)                                              |
| 34 | 28. Mai 2005       | Denizlispor           | Ali Sami Yen Stadyumu, Istanbul  | 4:0 (1:0) | 1:0 Kabze (27.), 2:0 Song (61.), 3:0 Ateş (68.), 4:0 Kabze (82.)                        | Song (44.)                                            |

### Türkiye Kupası
| Runde         | Datum             | Gegner         | Ort                             | Ergebnis                       | Tor(e) für Galatasaray Istanbul                  | Karte(n) für Galatasaray Istanbul                        |
| ------------- | ----------------- | -------------- | ------------------------------- | ------------------------------ | ------------------------------------------------ | -------------------------------------------------------- |
| 2. Hauptrunde | 22. Dezember 2004 | Karabükspor    | Ali Sami Yen Stadyumu, Istanbul | 3:0 (2:0)                      | 1:0 Ünsal (22.), 2:0 Akman (43.), 3:0 Ateş (57.) | Akman (61.)                                              |
| Achtelfinale  | 22. Januar 2005   | Bursaspor      | İsmetpaşa Stadyumu, İzmit 2     | 1:0 (1:0)                      | 1:0 Şükür (16.)                                  | Ünsal (41.), Şaş (61.), Haspolatlı (70.), Uçar (83.)     |
| Viertelfinale | 1. März 2005      | Diyarbakırspor | Atatürk Stadı, Diyarbakır       | 1:0 (1:0)                      | 1:0 Akman (40.)                                  | Ribéry (43.), Mondragón (88.), Şaş (89.)                 |
| Halbfinale    | 20. April 2005    | Trabzonspor    | Ali Sami Yen Stadyumu, Istanbul | 1:1 n. V.(1:1, 0:0), 5:3 i. E. | 1:1 Ateş (88.)                                   | Haspolatlı (36.), Ak (79.), Kabze (84.), Sarıoğlu (102.) |

#### Finale
| Paarung              | Galatasaray Istanbul – Fenerbahçe Istanbul |
| Ergebnis             | 5:1 (3:1) |
| Datum                | 11. Mai 2005 um 20:00 Uhr |
| Stadion              | Atatürk-Olympiastadion, Istanbul |
| Schiedsrichter       | Serdar Tatlı (Şanlıurfa) |
| Tore                 | 1:0 Franck Ribéry (15. Ateş) 2:0 Necati Ateş (23. Ribéry) 3:0 Hakan Şükür (36.) 3:1 Fabio Luciano (40. Şahin) 4:1 Hakan Şükür (71. Haspolatlı) 5:1 Hakan Şükür (88. Penbe) |
| Galatasaray Istanbul | Faryd Mondragón – Cihan Haspolatlı, Rigobert Song, Stjepan Tomas, Orhan Ak (46. ) – Franck Ribéry (52. ), Ayhan Akman, Flávio Conceição, Ergün Penbe – Necati Ateş (59. ) – Hakan Şükür Ersatzbank: Aykut Erçetin, Bülent Korkmaz, Uğur Uçar (46. ), Sabri Sarıoğlu (52. ), Hasan Şaş (59. ), Arif Erdem, Hasan Kabze Cheftrainer: Gheorghe Hagi ( Rumänien)    |
| Fenerbahçe Istanbul  | Rüştü Reçber – Serkan Balcı, Deniz Barış, Fábio Luciano, Önder Turacı – Selçuk Şahin (46. ), Mehmet Aurélio, Tuncay Şanlı , Alex – Serhat Akın (70. ), Mert Nobre Ersatzbank: Volkan Demirel, Mahmut Hanefi Erdoğdu, Kemal Aslan, Mehmet Yozgatlı (70. ), Murat Hacıoğlu, Pierre van Hooijdonk (46. ), Semih Şentürk Cheftrainer: Christoph Daum ( Deutschland) |
| Gelbe Karten         | Orhan Ak (40.), Okan Buruk (44.), Hakan Şükür (57.) – Alex (66.), Serkan Balcı (86.) |

## Statistiken

### Teamstatistik
| Wettbewerb     | Punkte | daheim | daheim | daheim | daheim | daheim | auswärts | auswärts | auswärts | auswärts | auswärts | Gesamt | Gesamt | Gesamt | Gesamt | Gesamt | Tordifferenz |
| Wettbewerb     | Punkte | Sp     | S      | U      | N      | TV     | Sp       | S        | U        | N        | TV       | Sp     | S      | U      | N      | TV     | Tordifferenz |
| -------------- | ------ | ------ | ------ | ------ | ------ | ------ | -------- | -------- | -------- | -------- | -------- | ------ | ------ | ------ | ------ | ------ | ------------ |
| Süper Lig      | 76     | 17     | 14     | 1      | 2      | 40:14  | 17       | 10       | 3        | 4        | 24:11    | 34     | 24     | 4      | 6      | 64:25  | +39          |
| Türkiye Kupası | –      | 3      | 2      | 1      | 0      | 5:1    | 2        | 2        | 0        | 0        | 6:1      | 5      | 4      | 1      | 0      | 11:2   | +9           |
| Gesamt         | 76     | 20     | 16     | 2      | 2      | 45:15  | 19       | 12       | 3        | 4        | 30:12    | 39     | 28     | 5      | 6      | 75:27  | +48          |

### Saisonverlauf
| Spieltag | 1 | 2 | 3 | 4 | 5 | 6 | 7 | 8 | 9 | 10 | 11 | 12 | 13 | 14 | 15 | 16 | 17 | 18 | 19 | 20 | 21 | 22 | 23 | 24 | 25 | 26 | 27 | 28 | 29 | 30 | 31 | 32 | 33 | 34 |
| -------- | - | - | - | - | - | - | - | - | - | -- | -- | -- | -- | -- | -- | -- | -- | -- | -- | -- | -- | -- | -- | -- | -- | -- | -- | -- | -- | -- | -- | -- | -- | -- |
| Spielort | H | A | H | A | H | A | H | A | H | A  | H  | A  | H  | A  | A  | H  | A  | A  | H  | A  | H  | A  | H  | A  | H  | A  | H  | A  | H  | A  | H  | H  | A  | H  |
| Resultat | S | N | S | S | S | U | S | S | S | S  | S  | N  | U  | S  | S  | S  | U  | S  | S  | S  | S  | N  | S  | S  | S  | U  | N  | S  | S  | S  | S  | N  | N  | S  |
| Platz    | 2 | 7 | 4 | 4 | 3 | 3 | 3 | 3 | 3 | 2  | 2  | 3  | 3  | 2  | 2  | 2  | 2  | 2  | 2  | 2  | 2  | 3  | 2  | 2  | 2  | 2  | 2  | 2  | 2  | 2  | 2  | 2  | 3  | 3  |

Quelle: https://www.weltfussball.de/spielplan/tur-sueper-lig-2004-2005
Legende: Spielort: H = Heim; A = Auswärts. Resultat: S = Sieg; U = Unentschieden; N = Niederlage

### Spielerstatistiken
| Spieler          | Süper Lig | Süper Lig | Süper Lig   | Süper Lig  | Türkiye Kupası | Türkiye Kupası | Türkiye Kupası | Türkiye Kupası | Total    | Total | Total       | Total      |
| Spieler          | Einsätze  | Tore      | Gelbe Karte | Rote Karte | Einsätze       | Tore           | Gelbe Karte    | Rote Karte     | Einsätze | Tore  | Gelbe Karte | Rote Karte |
| ---------------- | --------- | --------- | ----------- | ---------- | -------------- | -------------- | -------------- | -------------- | -------- | ----- | ----------- | ---------- |
| Orhan Ak         | 18        | 3         | 8           | 0          | 3              | 0              | 2              | 0              | 21       | 3     | 10          | 0          |
| Ayhan Akman      | 21        | 1         | 7           | 1          | 5              | 2              | 2              | 0              | 26       | 3     | 9           | 1          |
| Cafercan Aksu    | 2         | 0         | 0           | 0          | 1              | 0              | 0              | 0              | 3        | 0     | 0           | 0          |
| Volkan Arslan    | 18        | 1         | 2           | 0          | 1              | 0              | 0              | 0              | 19       | 1     | 2           | 0          |
| Necati Ateş      | 33        | 15        | 3           | 1          | 5              | 3              | 0              | 0              | 38       | 18    | 3           | 1          |
| Elvir Baljić     | 10        | 1         | 2           | 0          | 0              | 0              | 0              | 0              | 10       | 1     | 2           | 0          |
| Flávio Conceição | 27        | 2         | 3           | 0          | 3              | 0              | 0              | 0              | 30       | 2     | 3           | 0          |
| Fevzi Elmas      | 1         | 0         | 0           | 0          | 0              | 0              | 0              | 0              | 1        | 0     | 0           | 0          |
| Aykut Erçetin    | 0         | 0         | 0           | 0          | 1              | 0              | 0              | 0              | 1        | 0     | 0           | 0          |
| Arif Erdem       | 11        | 1         | 0           | 0          | 2              | 0              | 0              | 0              | 13       | 1     | 0           | 0          |
| Mülayim Erdem    | 0         | 0         | 0           | 0          | 0              | 0              | 0              | 0              | 0        | 0     | 0           | 0          |
| Cihan Haspolatlı | 33        | 2         | 5           | 0          | 5              | 0              | 2              | 0              | 38       | 2     | 7           | 0          |
| Hasan Kabze      | 14        | 8         | 0           | 0          | 2              | 0              | 1              | 0              | 16       | 8     | 1           | 0          |
| Ümit Karan       | 6         | 2         | 2           | 0          | 0              | 0              | 0              | 0              | 6        | 2     | 2           | 0          |
| Bülent Korkmaz   | 13        | 0         | 1           | 0          | 2              | 0              | 0              | 0              | 15       | 0     | 1           | 0          |
| Faryd Mondragón  | 34        | 0         | 2           | 0          | 4              | 0              | 1              | 0              | 38       | 0     | 3           | 0          |
| Ergün Penbe      | 32        | 1         | 4           | 0          | 4              | 0              | 0              | 0              | 36       | 1     | 4           | 0          |
| Ovidiu Petre     | 5         | 0         | 0           | 0          | 2              | 0              | 0              | 0              | 7        | 0     | 0           | 0          |
| Franck Ribéry    | 14        | 3         | 0           | 0          | 3              | 1              | 1              | 0              | 17       | 4     | 1           | 0          |
| Alioum Saidou    | 6         | 0         | 2           | 0          | 0              | 0              | 0              | 0              | 6        | 0     | 2           | 0          |
| Zafer Şakar      | 2         | 0         | 0           | 0          | 0              | 0              | 0              | 0              | 2        | 0     | 0           | 0          |
| Sabri Sarıoğlu   | 31        | 1         | 2           | 0          | 4              | 0              | 1              | 0              | 35       | 1     | 3           | 0          |
| Hasan Şaş        | 22        | 4         | 6           | 0          | 5              | 0              | 2              | 0              | 27       | 4     | 8           | 0          |
| Rigobert Song    | 32        | 2         | 4           | 0          | 4              | 0              | 0              | 0              | 36       | 2     | 4           | 0          |
| Hakan Şükür      | 33        | 18        | 2           | 0          | 3              | 4              | 1              | 0              | 36       | 22    | 3           | 0          |
| Stjepan Tomas    | 34        | 0         | 3           | 0          | 4              | 0              | 0              | 0              | 38       | 0     | 3           | 0          |
| Arda Turan       | 1         | 0         | 0           | 0          | 1              | 0              | 0              | 0              | 2        | 0     | 0           | 0          |
| Uğur Uçar        | 6         | 0         | 0           | 0          | 4              | 0              | 1              | 0              | 10       | 0     | 1           | 0          |
| Hakan Ünsal      | 15        | 0         | 4           | 0          | 2              | 1              | 1              | 0              | 17       | 1     | 5           | 0          |
| Hakan Yakin      | 2         | 0         | 0           | 0          | 0              | 0              | 0              | 0              | 2        | 0     | 0           | 0          |